# Vaches s'abreuvant
Vaches s'abreuvant est une eau-forte créée en 1680 par l'artiste néerlandais Nicolaes Berchem, célèbre pour ses paysages idylliques et ses scènes pastorales. Le musée Condé de Chantilly et Vanderbilt University Fine Arts Gallery, entre autres,  en possèdent un exemplaire.

## Contexte
Cette gravure est représentative de la sophistication teintée de classicisme vers laquelle tend Berchem à partir du milieu des années 1650.
Cette gravure a fait l'objet d'un dessin préparatoire en 1679, Bétail à l'abreuvoir, avec un berger et quatre bergères, qui a appartenu à la collection Dutuit, aujourd'hui dans celles du Petit Palais.

## Analyse
Les paysans qui s'adonnent à l'otium sont représentés dans des postures gracieuses à la gestuelle maniérée. La jeune femme au bord de l'eau est empruntée au bronze hellénistique du Tireur d'épine. Le thème de la femme à sa toilette revêt alors dans l'art hollandais une connotation érotique, donnant une certaine sensualité à l'image pastorale.
La végétation sauvage évoque l'Arcadie, image d'une nature non domestiquée, mais toujours accueillante, qui correspond au goût de l'élite sociale collectionnant ce type d'estampes.
Les animaux occupent une place aussi importante que les humains : leur exécution est minutieuse et les différentes figures sont réparties de façon équilibré au sein de la composition. Leur expressivité contribue au dynamisme foisonnant de la scène.

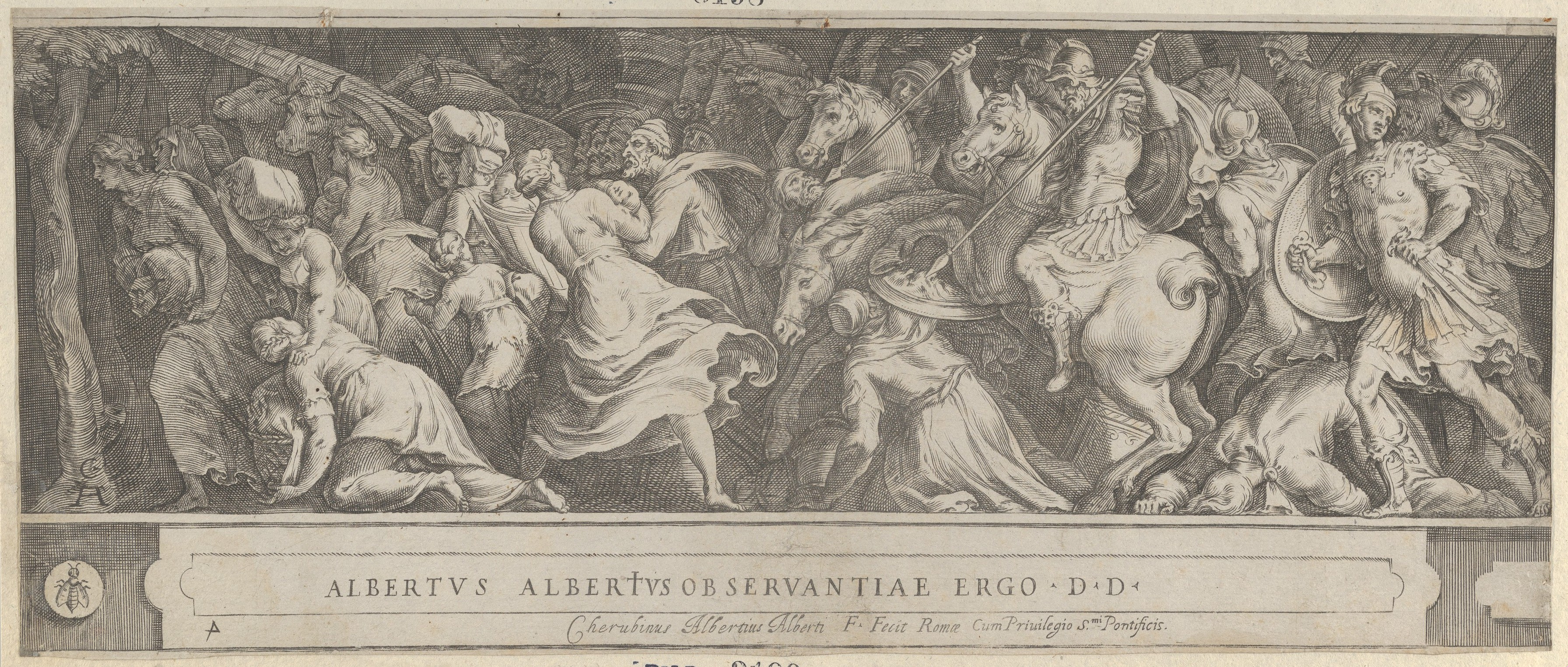
Cherubino Alberti, Triomphe de deux empereurs romains, d'après Polidoro da Caravaggio, 1626, Rijksmuseum Amsterdam.

La présence d'une ruine est caractéristique d'un paysage pastoral italianisant depuis les années 1620 avec Cornelis van Poelenburgh, dont Berchem connait les tableaux par l'intermédiaire des gravures d'interprétation de Jan Gerritsz van Bronkhorst. Son bas-relief représente un cavalier attaquant un ennemi à terre, qu'Annemarie Stefes a rapproché de l'un des soldats d'une scène de bataille gravée par Cherubino Alberti, le Triomphe de deux empereurs romains, que Berchem, grand collectionneur d'estampes de maîtres italiens, a peut-être connu. La violence évoquée par ce motif, figurant sur un vestige, apparait comme relevant d'un passé lointain.
La saturation de l'image est caractéristique de l'esthétique de la fin de la carrière de Berchem qui inspirera le rococo au siècle suivant.